# Generally Recognized As Safe
Generally Recognized As Safe (englisch für „allgemein als sicher anerkannt“, GRAS) ist in den Vereinigten Staaten eine Zulassungsbezeichnung der Food and Drug Administration (FDA), welche die Unbedenklichkeit eines Stoffes als Lebensmittelzusatzstoff kennzeichnet. Ein so zugelassener Stoff ist daher von den Beschränkungen einer täglichen Aufnahme nach dem Federal Food, Drug, and Cosmetic Act (FFDCA) befreit.

## Geschichte
Am 1. Januar 1958 veröffentlichte die FDA das Food Additives Amendment of 1958, eine Liste von 700 Lebensmittelzusatzstoffen, die keine weiteren Untersuchungen benötigten. Am 31. August 1960 sprach der assistant general counsel der FDA, William W. Goodrich, beim Jahrestreffen der FFDCA bezüglich des Einführungstermins der GRAS-Bezeichnung am 6. März 1961 vor. Im Jahr 1965 wurden in GRAS-3 1100 Stoffe aufgeführt, 2007 waren es mit GRAS-23 4429 Stoffe.

## Eigenschaften
Der Status GRAS wird nach Einschätzung durch qualifizierte Experten im Zuge einer Sicherheitsbeurteilung erteilt. Bei Stoffen, die vor dem 1. Januar 1958 verwendet wurden, galt entweder der damalige Kenntnisstand über die Sicherheit oder die Gewohnheit als ausreichend. Der Code of Federal Regulations in der Fassung vom 1. April 2010 beinhaltet (CFR) title 21 170.30(b), der die Anforderungen für eine generelle Anerkennung der Sicherheit (GRAS) durch wissenschaftliche Methoden mit den Anforderungen einer Neuzulassung eines Lebensmittelzusatzstoffes gleichsetzt. und auf publizierten Erkenntnissen beruht, die durch unveröffentlichte Erkenntnisse unterlegt werden können. Der Stoff muss in seiner Anwendungsbestimmung sicher sein. Der Antragsteller auf GRAS-Erteilung muss als Voraussetzung den wissenschaftlichen Konsens über die Sicherheit des Stoffes nachweisen. Die FDA kann bei Nichterteilung des GRAS den Vertrieb dieses Stoffes und der ihn enthaltenden Erzeugnisse untersagen. Die Eigenschaften von GRAS-zugelassenen Molekülen ähneln denen von zugelassenen Arzneimitteln.

## GRAS-Bezeichnungen
Eine GRAS-Bezeichnung existiert in drei Formen:
- Self-Affirmed: Der Hersteller des Stoffes hat alle notwendigen Untersuchungen durchgeführt, einschließlich der Bildung einer Kommission zur Bewertung der Sicherheit.
- FDA-pending: Der Hersteller des Stoffes hat alle notwendigen Untersuchungen durchgeführt, einschließlich der Bildung einer Kommission zur Bewertung der Sicherheit, und hat eine GRAS-Zulassung der FDA beantragt.
- No comment: Die FDA hat den Antrag geprüft und keine Einwände bezüglich der GRAS-Erteilung.